# Amiot 354
Amiot 354 je bil francoski dvomotorni propelerski bombnik, ki se je v omejenih številkah uporabljal med bitko za Francijo leta 1940. Amiot 354 je imel okrog 1200 kilogranski bojni tovor. Za samoobrambo je bil oborožen s tremi 7.5 mm (.295 in) MAC 1934 strojnicami, ali pa dvema strojnicama in enim 20 mm topom.

## Specifikacije(Amiot 354 B4)
Podatki iz War Planes of the Second World War: Volume Seven Bombers and Reconnaissance Aircraft; Green 1967, p.92
Splošne karakteristike
- Posadka: 4 (pilot,kopilot, navigator, bombardir)
- Dolžina: 14,50 m (37 ft 6¾ in)
- Razpon kril: 22,83 m (74 ft 10¾ in)
- Višina: 4,08 m (13 ft 4½ in)
- Površina kril: 67,0 m² (721 ft²)
- Teža praznega letala: 4735 kg (10417 lb)
- Naložena teža: 11324 kg (24912 lb)
- Pogon letala: 2 ×  14-valjni zračnohaljeni radialni motorji Gnome-Rhône 14N48/49, 791 kW (1060 KM) (vzletna moč) vsak

 Zmogljivost 
- Maks. hitrost: 480 km/h (259 vozlov, 298 mph) na višini 4000 m (13100 ft)
- Potovalna hitrost: 349  km/h (189 vozlov, 217 mph) potovalna hitrost za velik dolet
- Doseg: 3502 km (1891 nmi, 2175 milj)
- Višina leta: 10000 m (32800 ft)
- Čas do višine 4000 m (13100 ft): 8,7 minut

Oborožitev

- Strelno orožje: 3 × 7.5 mm (.295 in) MAC 1934 strojnice ali 2 × 7.5 mm (.295 in) MAC 1934 strojnici 1 × 20 mm top
- Bombe: 1200 kg (2,650 lb)